# 利勒諾湖 (密歇根州)
利勒諾湖（英語：Lake Leelanau）是位於美國密歇根州利勒諾縣利蘭鎮區及薩頓斯灣鎮區的一個普查規定居民點。

## 人口
根據2020年美國人口普查的數據，利勒諾湖的面積為0.73平方千米，當中陸地面積為0.66平方千米，而水域面積為0.07平方千米。當地共有人口229人，而人口密度為每平方千米313.7人。